# Gouvernement Soumaré
Sall II Ndiaye
Composition du gouvernement de Cheikh Hadjibou Soumaré au Sénégal du 19 juin 2007 au 30 avril 2009 :

## Composition
| Fonction | Nom                     |
| --- | ----------------------- |
| Premier ministre | Cheikh Hadjibou Soumaré |
| Ministre d'État, ministre de l'Intérieur                                                                                                   | Cheikh Tidiane Sy       |
| Ministre d'État, ministre des Affaires étrangères                                                                                          | Cheikh Tidiane Gadio    |
| Ministre d'État, ministre de l'Économie et des Finances                                                                                    | Abdoulaye Diop          |
| Ministre d'État, ministre des Forces armées                                                                                                | Bécaye Diop             |
| Ministre d'État, ministre des Mines, de l'Industrie et des PME                                                                             | Ousmane Ngom            |
| Ministre d'État, ministre de l'Environnement, de la Protection de la Nature, des Bassins de rétention et des Lacs artificiels              | Djibo Leyti Kâ          |
| Ministre d'État, ministre des Infrastructures, des Transports terrestres et des Transports aériens                                         | Habib Sy                |
| Ministre d'État, ministre de l'Économie maritime, des Transports maritimes, de la Pêche et de la Pisciculture                              | Souleymane Ndéné Ndiaye |
| Ministre d'État, ministre de l'Urbanisme, de l'Habitat, de l'Hydraulique urbaine, de l'Hygiène publique et de l'Assainissement             | Oumar Sarr              |
| Ministre d'État, ministre de la Décentralisation et des Collectivités locales                                                              | Ousmane Masseck Ndiaye  |
| Ministre d'État, ministre de la Fonction publique, de l'Emploi, du Travail et des Organisations professionnelles                           | Innocence Ntap Ndiaye   |
| Ministre de la Famille, de la Solidarité nationale, de l'Entreprenariat féminin et de la Microfinance                                      | Awa Ndiaye              |
| Ministre de l'Agriculture | Hamath Sall             |
| Ministre de l'Aménagement du territoire et de la Coopération décentralisée                                                                 | Abdourahim Agne         |
| Ministre de l'Enseignement Secondaire, des Centres Universitaires Régionaux (CUR) et des Universités                                       | Dr Moustapha Sourang    |
| Ministre de l'Hydraulique rurale et du Réseau hydrographique national                                                                      | Adama Sall              |
| Ministre du Commerce | Mamadou Diop            |
| Ministre de la Santé et de la Prévention                                                                                                   | Safiatou Thiam          |
| Ministre de l'Élevage | Oumou Khaïry Guèye Seck |
| Ministre de la Culture, du Patrimoine historique classé, des Langues nationales et de la Francophonie                                      | Mame Birane Diouf       |
| Ministre des Sports et des Loisirs | Bacar Dia               |
| Ministre de l'Énergie | Samuel Améte Sarr       |
| Ministre des Biocarburants, des Énergies renouvelables et de la Recherche scientifique                                                     | Christian Siné Diatta   |
| Ministre de l'Information, des Télécommunications, des TICS, du NEPAD, des Relations avec les Institutions et Porte-parole du gouvernement | Abdou Aziz Sow          |
| Ministre de l'Éducation chargé de l'Enseignement Préscolaire, de l'Élémentaire et du Moyen                                                 | Kalidou Diallo          |
| Ministre de la Jeunesse et de l'Emploi des Jeunes                                                                                          | Mamadou Lamine Keita    |
| Ministre des Sénégalais de l'extérieur, de l'Artisanat et du Tourisme                                                                      | Aminata Lo              |
| Ministre de l'Enseignement technique et de la Formation professionnelle                                                                    | Moussa Sakho            |
| Ministre délégué auprès du ministre de l'Économie et des finances chargé du Budget                                                         | Mamadou Abdoulaye Sow   |